# Großer Friedhof (Breslau)

Stadtplan von 1904 (Ausschnitt)

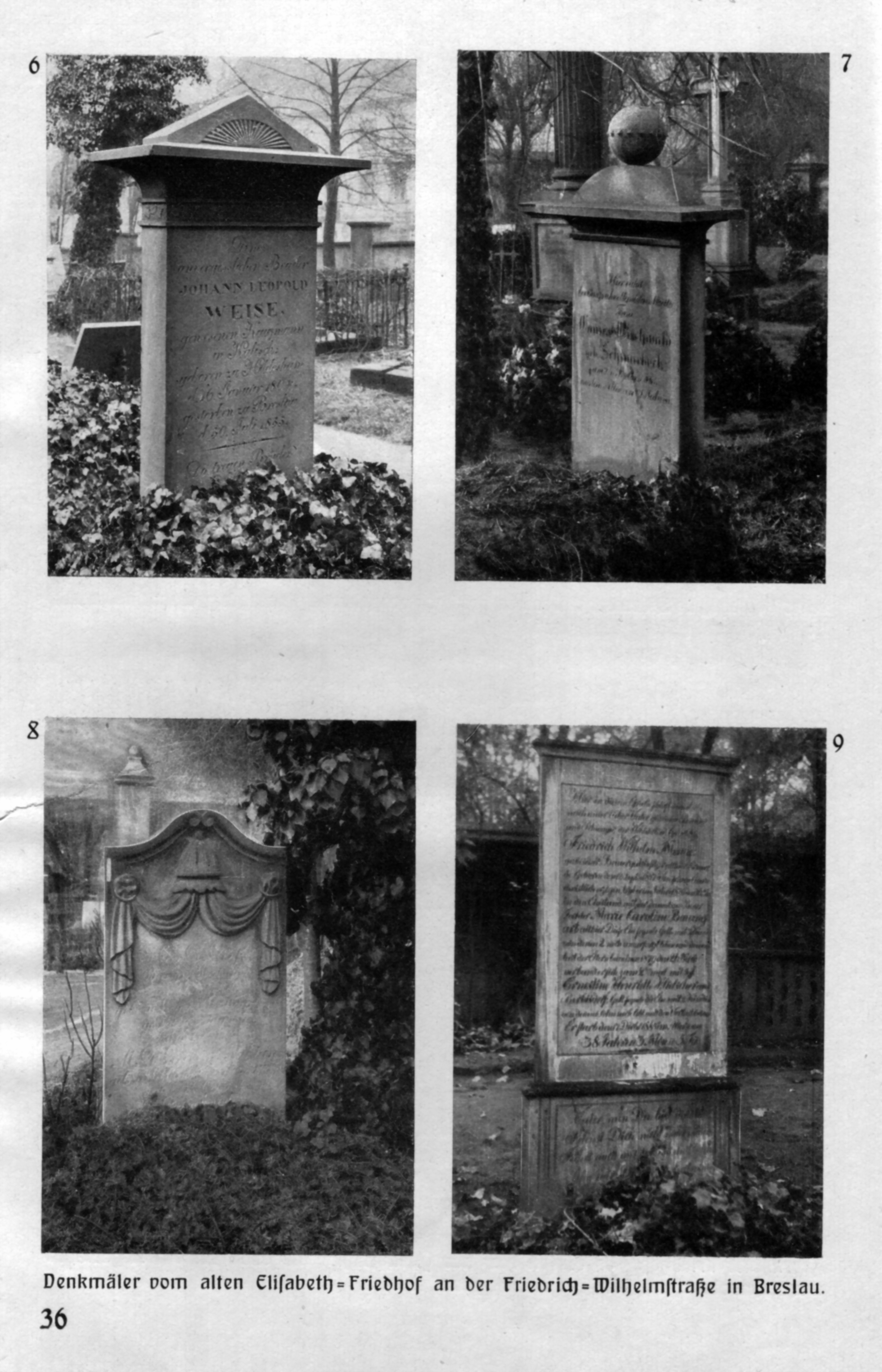
Grabmale 1926

Der Große Friedhof (auch Elisabethfriedhof) war ein evangelischer Friedhof in Breslau, auf dem viele bedeutende schlesische Persönlichkeiten bestattet wurden und der in den 1950er Jahren zerstört wurde und heute vollständig liquidiert ist.

## Geschichte
Der Große Friedhof wurde 1777 in der Breslauer Nikolai-Vorstadt eingerichtet und befand sich zwischen der Friedrich-Wilhelm-Straße (ul. Legnicka), der Berliner Straße (ul. Braniborska), der Dessauer Straße (ul. Dobra) und der Mariannenstraße (ul. Trzemeska). Hier wurden bedeutende Persönlichkeiten bestattet und die Grabmale hatten häufig repräsentativen Charakter und kulturhistorischen Wert.
Der Friedhof mit den Grabsteinen und der Kapelle wurde 1957 vollständig beseitigt, heute ist die Fläche nicht mehr erkennbar. Das Gelände wurde zu Bauland erklärt und mit Wohnblöcken und Läden bebaut.

## Bekannte Bestattete
Neben mehreren Oberbürgermeistern des 19. Jahrhunderts wurden hier u. a. begraben:
- Traugott Wilhelm Gustav Benedict (1785–1862), deutscher Augenarzt
- Friedrich Wilhelm Berner (1780–1827), deutscher Musiker und Komponist
- Ernst Florens Friedrich Chladni (1756–1827), deutscher Physiker und Astronom
- Louis Eichborn (1812–1882), Bankier und Unternehmer
- August Hahn (1792–1863), deutscher Theologe
- Heinrich von Korn (1829–1907), Bankier, Verleger und Mäzen der Stadt
- Carl Gotthard Langhans (1732–1808), deutscher Architekt und Baumeister
- Gottfried Linke (1792–1867), deutscher Eisenbahn-Fabrikant
- Ernst Resch (1807–1864), deutscher Maler